# Efeti
Efeti (grč. έφέται: sudački kolegij), u antičkoj Ateni od Drakonova doba, zbor od 51 izabranog suca starijeg od 50 godina života.
Oni su sudili u tri vijeća po 17 sudaca za krvne zločine, izuzevši namjerno ubojstvo, za koje je bio mjerodavan areopag.
Poslije je njihova nadležnost prenesena na narodni sud.